# 柯倫 (伊利諾伊州)
柯倫（英語：Curran）是位於美國伊利諾伊州桑加蒙縣的一個村落。

## 地理
柯倫的座標為39°44′32″N 89°46′19″W / 39.74222°N 89.77194°W，而該地最高點為海拔高度190米（即623英尺）。

## 人口
根據2010年美國人口普查的數據，柯倫的面積為5.37平方千米，當中陸地面積為5.37平方千米，而水域面積為0.00平方千米。當地共有人口212人，而人口密度為每平方千米39人。